# Гленгаррифф

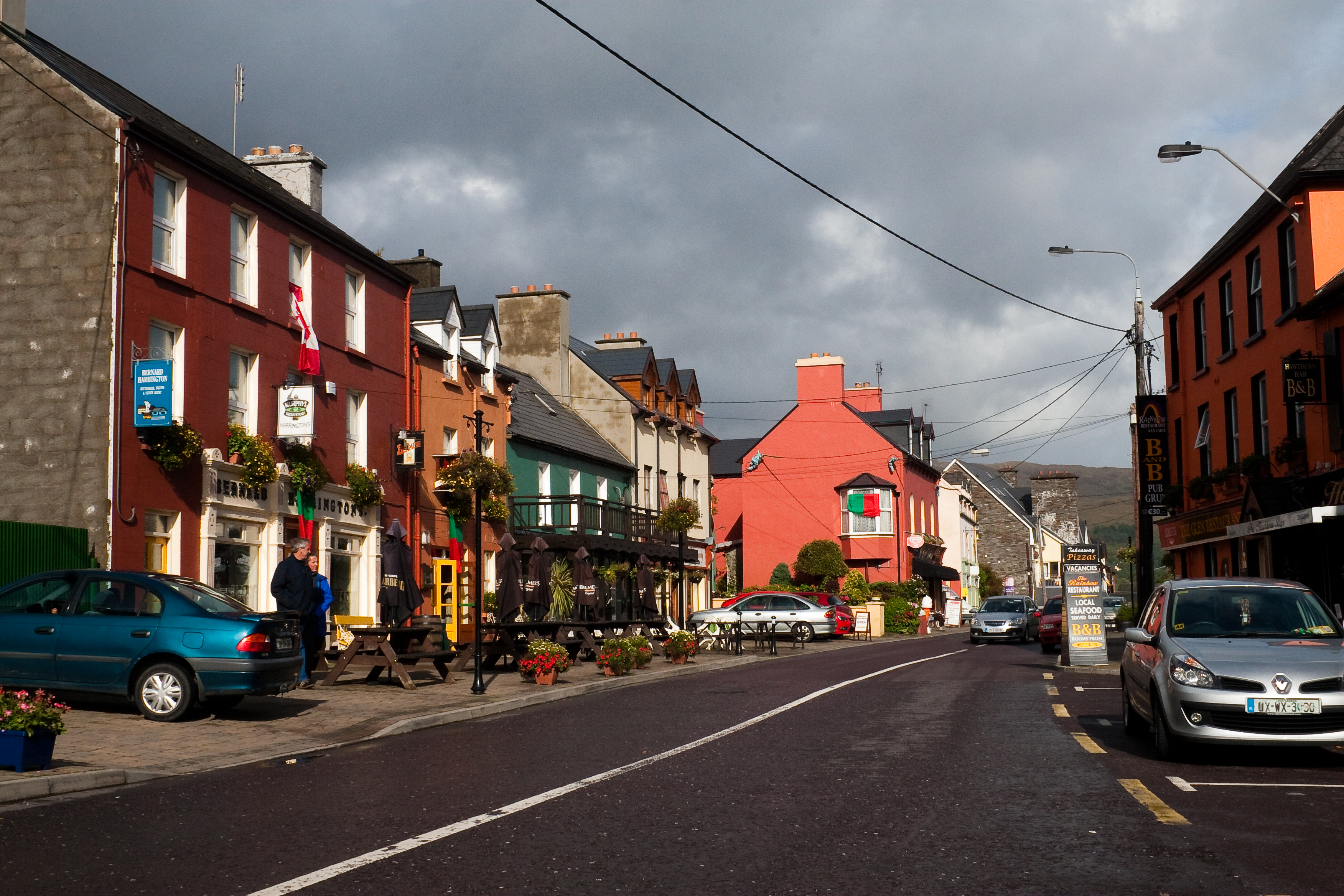

Гленгаррифф (англ. Glengarriff; ирл. Gleann Garbh, «дремучая лощина») — деревня в Ирландии, в графстве Корк (провинция Манстер). Население — 250 человек (по переписи 2002 года). Туристический центр, неподалёку от которого находится Гленгарриффский национальный парк, давший поселению имя.